# Музичний альбом

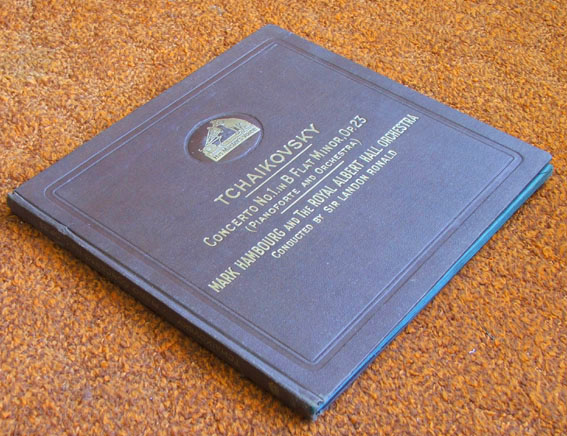
Давні музичні альбоми нагадували фотоальбом.

Муз́ичний альбо́м, а́удіоальбо́м — запис або набір записів, збірка музичних композицій, випущених разом, у єдиному стандартному форматі, на носії доступному для відтворення на популярних аудіопрогравачах.

## Історія
Вираз «альбомний запис» з'явився після того, як кілька грамплатівок стали продаватися як одне видання, поміщені в книгу, що нагадує фотоальбом. Пізніше, «альбомом» стали називати довгограючі 33 1/3 об/хв 12-дюймові платівки, тому що на них входило стільки музики, скільки раніше містив цілий альбом. Стандартом популярної музики стало 12 пісень в альбомі, спочатку авторські відрахування залежали від числа пісень.
Зараз, коли грамплатівки стали архаїзмом, термін «альбом» означає будь-яку колекцію звукових записів на єдиному носії, такому як аудіокасета, компакт-диск, мінідиск, DVD-Audio, SACD. У музичних онлайн-магазинах, таких як iTMS, група з декількох записів, випущених у той самий час, також називається альбомом.
Традиційна кількість записів в альбомі — 12, але бувають й «мініальбоми» з кількістю записів менше 6, а також «подвійні альбоми» — з кількістю треків 20 і більше.
Золотий альбом — назва, що залежить від тиражу, яким видано запис (Велика Британія — 150 тис., Німеччина — 250 тис., Франція — 1200 тис.). (див. також: золотий диск.)
Платиновий альбом — альбом, виданий тиражем понад 1 млн примірників.
Можливо, першим музикантом, який використав слово «альбом» у значенні збірки музичних композицій ще задовго до ери широкого використання звукозапису, став Петро Чайковський, який у 1878 р. написав популярний «Дитячий альбом» — цикл з 24 легких фортепіанних п'єс загальною тривалістю близько 30 хвилин.